# Suctoribates carinatus
Suctoribates carinatus – gatunek roztocza z kohorty mechowców i rodziny Rhynchoribatidae.
Gatunek ten został opisany w 1979 roku przez Marie Hammer.
Mechowiec o brązowym ciele długości ok. 0,43 mm. Szczeciny rostralne dłuższe niż u S. suctorius, skierowane najpierw bocznie, a potem do przodu. Wierzchołek sensilusa spiczasty. Szczeciny notogastralne lacetowate, nieco piłkowane, przejrzyste, tylko jedna z nich jest znacznie dłuższa i cienka. Solenidia na pierwszej i drugiej parze stóp oraz pierwszej parze goleni obecne w liczbie dwóch, na pozostałych goleniach i wszystkich genu obecne pojedynczo.
Gatunek znany tylko z indonezyjskiej wyspy Jawa.